# Ђунис
Ђунис је насељено место града Крушевца у Расинском округу. Према попису из 2022. има 565 становника (према попису из 2011. било је 680 становника).
Ово име које одудара од уобичајених топонима за српска села вероватно дугује свецу Дионисију коме је био посвећен један од многих манастира који су се у Ђунису некада налазили. У књизи ”Црквена уметност” наводи се да су на ђунишком гробљу, недалеко од данашње парохијске цркве Светог Пантелејмона, подигнуте 1903, пронађени остаци старог хришћанског храма Светог Дионисија Ареопагита из 4. века. С обзиром на то да је реч Ђунис народни хипокористик - посрбљавање речи Дионис, а култ паганског божанства Диониса био је један од најраспрострањенијих на централном Балкану до доласка хришћанства, може се претпоставити да топоним Ђунис има далеко старије корене, из прехришћанског времена.

## Географија
Ђунис се налази у централној Србији у Расинском округу. Удаљен је око 210 km од Београда, 14 km од Крушевца и 8 km од ауто-пута Е-75, а налази се на главној железничкој линији нормалног колосека Београд - Ниш - Скопље - Солун на којој има своју путничку и теретну станицу. Смештен је у долини Јужне Мораве, а кроз њега протиче и Рибарска река.
У близини се налази Ђуниски вис.

### Клима
Клима Ђуниса је умерено континентална са утицајем планинске климе. Лета су са прилично свежим јутрима и вечерима због ветра који дува са Јастрепца, а зиме су снеговите са ретким оштрим мразевима.

## Демографија
У насељу Ђунис живи 696 пунолетних становника, а просечна старост становништва износи 47,1 година (44,1 код мушкараца и 49,9 код жена). У насељу има 276 домаћинстава, а просечан број чланова по домаћинству је 2,94.
Ово насеље је великим делом насељено Србима (према попису из 2002. године).
|  |

| Демографија | Демографија | Демографија |
| Година      | Становника  | Становника  |
| ----------- | ----------- | ----------- |
| 1948.       | 1.567       |             |
| 1953.       | 1.637       |             |
| 1961.       | 1.417       |             |
| 1971.       | 1.278       |             |
| 1981.       | 1.139       |             |
| 1991.       | 1.006       | 976         |
| 2002.       | 812         | 833         |
| 2011.       | 680         |             |
| 2022.       | 565         |             |

| Етнички састав према попису из 2002.‍ | Етнички састав према попису из 2002.‍ | Етнички састав према попису из 2002.‍ | Етнички састав према попису из 2002.‍ | Етнички састав према попису из 2002.‍ |
| ------------------------------------ | ------------------------------------ | ------------------------------------ | ------------------------------------ | ------------------------------------ |
|                                      |                                      |                                      |                                      |                                      |
| Срби                                 | Срби                                 |                                      | 779                                  | 95,93%                               |
| Роми                                 | Роми                                 |                                      | 19                                   | 2,33%                                |
| Југословени                          | Југословени                          |                                      | 5                                    | 0,61%                                |
| Црногорци                            | Црногорци                            |                                      | 4                                    | 0,49%                                |
| Хрвати                               | Хрвати                               |                                      | 1                                    | 0,12%                                |
| непознато                            | непознато                            |                                      | 1                                    | 0,12%                                |

| Година пописа     | 1948. | 1953. | 1961. | 1971. | 1981. | 1991. | 2002. |
| ----------------- | ----- | ----- | ----- | ----- | ----- | ----- | ----- |
| Број домаћинстава | 328   | 348   | 342   | 339   | 310   | 303   | 276   |

| Број чланова      | 1  | 2  | 3  | 4  | 5  | 6  | 7 | 8 | 9 | 10 и више | Просек |
| ----------------- | -- | -- | -- | -- | -- | -- | - | - | - | --------- | ------ |
| Број домаћинстава | 77 | 68 | 41 | 33 | 25 | 17 | 9 | 3 | 2 | 1         | 2,94   |

| Пол    | Укупно | Неожењен/Неудата | Ожењен/Удата | Удовац/Удовица | Разведен/Разведена | Непознато |
| ------ | ------ | ---------------- | ------------ | -------------- | ------------------ | --------- |
| Мушки  | 332    | 69               | 221          | 24             | 15                 | 3         |
| Женски | 390    | 51               | 225          | 105            | 9                  | 0         |
| УКУПНО | 722    | 120              | 446          | 129            | 24                 | 3         |

| Пол    | Укупно                    | Пољопривреда, лов и шумарство | Рибарство                            | Вађење руде и камена | Прерађивачка индустрија       |
| ------ | ------------------------- | ----------------------------- | ------------------------------------ | -------------------- | ----------------------------- |
| Мушки  | 126                       | 34                            | 0                                    | 0                    | 33                            |
| Женски | 63                        | 28                            | 0                                    | 0                    | 12                            |
| УКУПНО | 189                       | 62                            | 0                                    | 0                    | 45                            |
| Пол    | Производња и снабдевање   | Грађевинарство                | Трговина                             | Хотели и ресторани   | Саобраћај, складиштење и везе |
| Мушки  | 5                         | 14                            | 5                                    | 0                    | 13                            |
| Женски | 2                         | 2                             | 6                                    | 1                    | 0                             |
| УКУПНО | 7                         | 16                            | 11                                   | 1                    | 13                            |
| Пол    | Финансијско посредовање   | Некретнине                    | Државна управа и одбрана             | Образовање           | Здравствени и социјални рад   |
| Мушки  | 0                         | 0                             | 2                                    | 2                    | 2                             |
| Женски | 1                         | 0                             | 0                                    | 3                    | 2                             |
| УКУПНО | 1                         | 0                             | 2                                    | 5                    | 4                             |
| Пол    | Остале услужне активности | Приватна домаћинства          | Екстериторијалне организације и тела | Непознато            | Непознато                     |
| Мушки  | 7                         | 0                             | 0                                    | 9                    | 9                             |
| Женски | 5                         | 0                             | 0                                    | 1                    | 1                             |
| УКУПНО | 12                        | 0                             | 0                                    | 10                   | 10                            |

## Историја
Ђунис је непропорционално својој величини имао веома бурну историју. Мада је често са својим бројним црквама и манастирима био на мети турских напада ретко је био битна тачка историјских дешавања све до српско-турског рата 1876. године када је српска војска под командом руског генерала Михаила Черњајева у Ђунису 17. октобра претрпела катастрофалан пораз, иначе једини у дотадашњој Черњајевљевој војној каријери.

## Туризам
Ђунис сваке године посети на десетине хиљада туриста, али су смештајни капацитети ипак неразвијени. Туристичке атракције Ђуниса представљају његови манастири, познати пецарошки локалитети на Јужној Морави, као и прилично очувана природа.
Највећи број ходочасника привлачи манастир Покрова Пресвете Богородице који је изузетно посећен током целе године, али на дан славе манастира, 14. октобра се сваке године окупи више десетина хиљада људи из целе Србије.
Други ђунишки манастир, манастир св. Романа је такође једна од највећих српских светиња. Помиње се још 1020. у хрисовуљи византијског цара Василија Другог. Посебну пажњу буди податак да се у овом манастиру налази и гроб руског племића и добровољца Николаја Николајевича Рајевског који је у Толстојевом роману Ана Карењина представљен као Вронски. Вронски тј. Рајевски је по погибији првобитно био сахрањен у порти манастира да би касније био пренет у породичну гробницу у Русији, али је његово срце остављено да до данас почива у манастиру.

## Споменици културе
- Споменик НОБ - у самом центру села, налази се спомен чесма која је посвећена Народноослободилачкој борби у Другом светском рату (1941 - 1945 године). На самој спомен чесми налази се мермерна плоча са именима и презименима особа које су своје животе дали током ове бробе.
- Стара кула поред пруге Ђунис - Сталаћ - поред самог регионалног пута, као и железничке пруге, налази се стара стражарска кула. Претпоставка је да изграђена у Аустроугарском периоду а намена је била заштита и чување железничке пруге од разних напада. Кула је препуштена времену. Са главног регионалног пута се још увек може уочити циглане зидине ове куле као и отвори где су се некада налазили стражари.